# Neodicladiella
Neodicladiella là một chi rêu trong họ Meteoriaceae.